# VMUT-2
2ème Escadron de drones (USMC)
Le Marine Unmanned Aerial Vehicle Training Squadron 2 (VMUT-2), jusqu'en juillet 2023 Unmanned Aerial Vehicle Squadron 2 (VMU-2), est un escadron de drones du Corps des Marines des États-Unis qui exploite le Boeing Insitu RQ-21 Blackjack (en) jusqu'en 2023 puis passe sur MQ-9A Reaper. Le VMUT-2 sert d'escadron de remplacement de la flotte MQ-9A (FRS), formant les officiers des systèmes aériens sans pilote et les opérateurs de capteurs.
Connu sous le nom de "Night Owls", il est basé à la Marine Corps Air Station Cherry Point, en Caroline du Nord, et a assurer jusqu'à sa nouvelle mission en 2023 la reconnaissance, la surveillance aérienne, la guerre électronique et l'acquisition d'objectifs pour le II Marine Expeditionary Force. Il relève du commandement du Marine Aircraft Group 14 (MAG-14) et de la 2nd Marine Aircraft Wing (2nd MAW).

## Historique

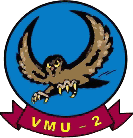
Insigne du VMU-2 dans les années 1990.

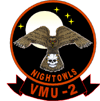
Insigne du VMU-2 dans les années 2000 avant sa conversion en unité d'entraînement.

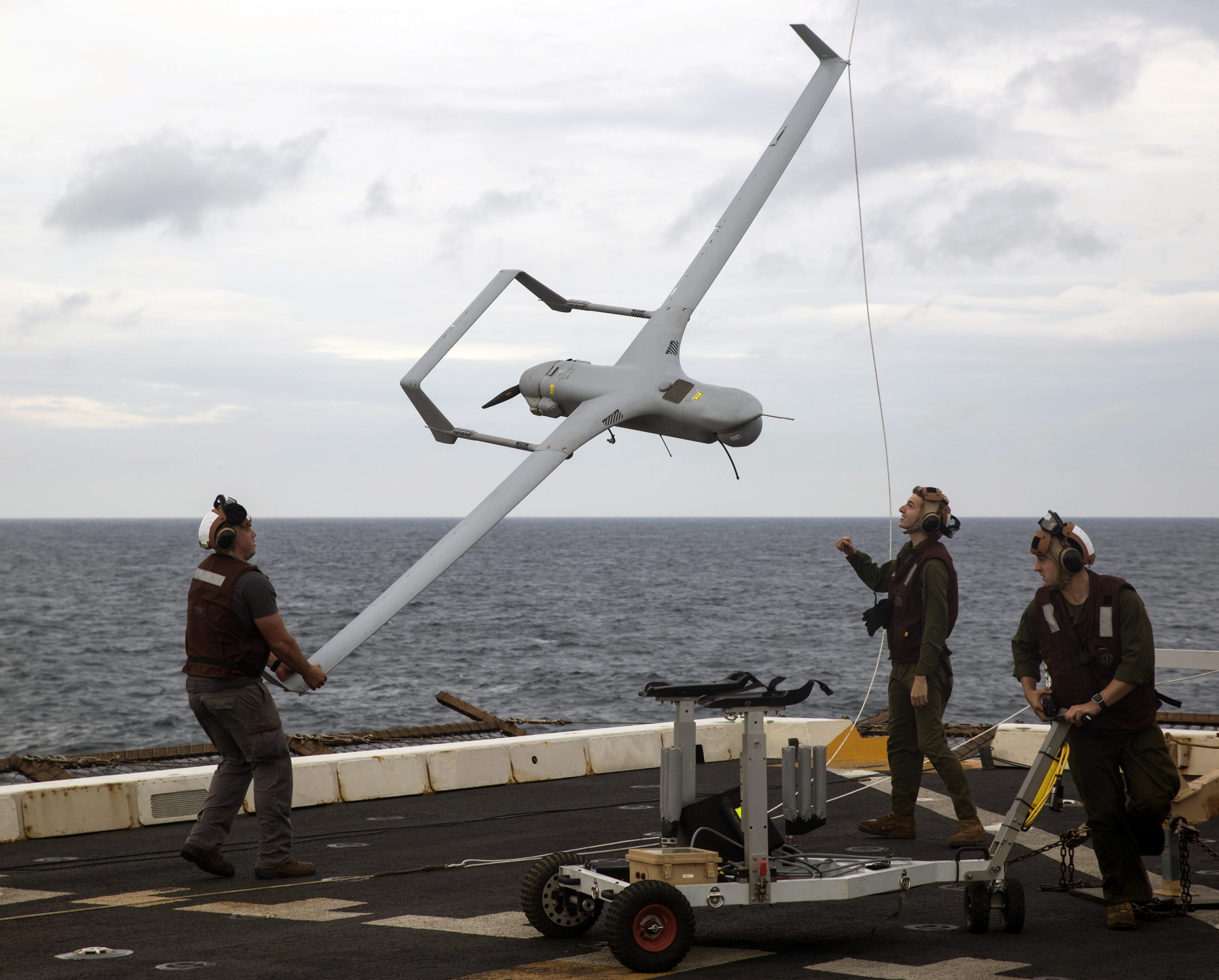
RQ-21 BlackJack

Le VMU-2 a été formé à l'origine en juin 1984 sous le nom de Detachment T, Target Acquisition Battery, 10th Marine Regiment, 2nd Marine Division, Fleet Marine Force, Atlantic, devenant ainsi la première unité de véhicules télépilotés (RPV) au sein du Corps des Marines.
Le 22 août 1984, le détachement s'est réorganisé et a été renommé 1st Remotely Piloted Vehicle Platoon, bataillon du quartier général et 2nd Marine Division. En novembre 1984, les Marines se sont rendus en Israël et ont commencé une formation d'entrainement sur le système de drone Tadiran Mastiff. À la fin de la formation, le 1er peloton RPV a reçu ses deux premiers drones Mastiff, les stations de contrôle et l'équipement de soutien au sol associé.
En 1986, la 2ème compagnie RPV est passée au drone Pioneer I et, en mars 1990, au Pioneer II puis des versions améliorées. En 2005 l'escadron prend en main le drone de reconnaissance Boeing ScanEagle puis le dernier AAI RQ-2 Pioneer. En 2008, le VMU-2 prend en charge le RQ-7B Shadow lors de la guerre contre le terrorisme, ainsi que l'hélicoptère monoplace Kaman K-Max qui devient sans pilote en tant que K-Max UAS
Le VMU-2 a été actif dans : 
- 1990 - Opération Bouclier du désert (Guerre du Golfe)
- 1991 - Opération Tempête du désert (Guerre du Golfe)
- 1991 - Opération Provide Comfort (Guerre du Golfe)
- 2003 - Opération Southern Watch
- 2003 - Opération Iraqi Freedom
- 2009-14 - Opération Enduring Freedom (Guerre d'Afghanistan)

## Galerie
|                                    |
| Tadiran Mastiff (Musée de Floride) |

|              |
| RQ-2 Pioneer |

|           |
| ScanEagle |

|           |
| K-Max UAS |